# Sutopati
Sutopati is een bestuurslaag in het regentschap Magelang van de provincie Midden-Java, Indonesië. Sutopati telt 6754 inwoners (volkstelling 2010).